# Baraga (Michigan)
Baraga est un village du comté de Baraga, dans l'État du Michigan, aux États-Unis. En 2020, il comptait une population de 1 883 habitants.